# Mihovil Jordan Zaninović
Jordan Zaninović Donkić (Stari Grad, 13. veljače 1840. – Hvar, 20. listopada 1917.) bio je 51. hvarski biskup.
Rođen je 13. veljače 1840. u Starom Gradu i kršten imenom Mihovil. Otac mu je rodom iz Selaca kod Starog Grada, a majka iz Starog Grada. Kada je stupio u dominikanski red uzeo je ime Jordan. Školovan je u Splitu i u dominikanskom samostanu Santa Maria della Quercia kod Viterba u Italiji. 
Nakon zaređenja za svećenika, 1863. je dodijeljen samostanu sv. Katarine u Splitu. U tom je samostanu ostao 40 godina. Više puta je biran za priora samostana sv. Dominika u Splitu. Tri mandata je obavljao dužnost provincijala dominikanske Provincije Dalmacije. Bio je lektor Svete teologije.
Kad je u svojstvu suplenta 24. prosinca 1864. Lovre Borčić došao u realku, 27. prosinca kao gimnazijski suplent primljen je dominikanac o. Jordan Zaninović. Predavao je hrvatski, latinski, talijanski i filozofiju.
Godine 1903. imenovan je hvarskim biskupom. Zalagao se je za hrvatski jezik u crkvi. Prvi je hvarski biskup koji je uveo propovijedanje na hrvatskom jeziku preko pontifikalne mise. Umro je 20. listopada 1917. i pokopan u hvarskoj katedrali.
Za života je bio poznat kao pjesnik na talijanskom jeziku. O njegovom pjesničkom opusu pisali su Ante Petravić u knjizi "Treće studije i portreti" (1917.) i fra Anđelko Rabadan u knjizi "La Poesia Italiana del P. Giordano-Zaninović Dei Predicatori, 1840-1917" (1927.). U tim je djelima objavljen i dio njegovih pjesama. Hrvatski prepjev tri njegove pjesme objavljen je u listu župe sv. Stjepana u Hvaru "Kruvenici" (br. 3/2007). Autor je komedije "O capio" (djelo je kasnije objavljeno i u "Čakavskoj riči").
Dana 17. listopada 2007., u starogradskoj ulici Konvenat 3 otkrivena je spomen-ploča na biskupovoj rodnoj kući. Istog dana, otkrivena je spomen-ploča kraj biskupova groba u hvarskoj Katedrali.